# گرندرایش
گرندرایش (به آلمانی: Grenderich) یک شهر در آلمان است که در کوخم-تسل واقع شده‌است. گرندرایش ۴۳۹ نفر جمعیت دارد.